# Фифти-Лейкс
Фифти-Лейкс (англ. Fifty Lakes) — город в округе Кроу-Уинг, штат Миннесота, США. На площади 85,9 км² (75,2 км² — суша, 10,7 км² — вода), согласно переписи 2002 года, проживают 392 человека. Плотность населения составляет 5,2 чел./км².
- Телефонный код города — 218
- Почтовый индекс — 56448
- FIPS-код города — 27-21032[1]
- GNIS-идентификатор — 0643626[2]